# Jean Ballesdens
Jean Ballesdens (Parigi, 1595 – Parigi, 1675) è stato un avvocato e editore francese, membro dell'Académie française, nella quale occupò per secondo il seggio numero 8..
Avvocato presso il Parlamento francese e segretario di Pierre Séguier, fu eletto all'Académie française nel 1648, ma in precedenza aveva già rinunciato al seggio in favore di Pierre Corneille. Fu un rinomato collezionista di libri, tanto che la sua biblioteca rivaleggiava con quella di Séguier in termini di quantità, varietà e bellezza delle edizioni. Fra i libri conservati da Ballesdens si distinguevano i novi volumi con la rilegatura Grolier.